# Бернар Вербер
Бернар Вербер (на френски: Bernard Werber) е френски научен журналист и писател, станал известен с трилогията си „Мравките“. В творчеството му си дават среща митологията, духовните учения, биологията, футурологията, логиката и други.

## Биография и творчество
Още на 14-годишна възраст Вербер пише истории за един фензин и трупа опит като читател и автор, който ще използва по-късно в романите си. След като завършва висше образование, той работи десетина години като журналист (вкл. в престижния „Нувел обсерватьор“). От тези години негови любими теми са мравките, смъртта и бъдещето на човека.
Произведенията на Бернар Вербер са преведени на 35 езика. С 15 милиона продадени книги по света, Вербер е един от най-четените френски автори.
След публикуването на книгата „Дървото на възможностите“, той посвещава част от своя сайт на едноименния проект за изследване на човешкия свят и създаване на разнообразни сценарии за неговото възможно бъдеще.

## Стил
Стила си Вербер определя като „философска фантастика“. В творчеството му има и елементи на приключенска сага, история на 20 век и притча. В повечето от романите си авторът използва една и съща структура, в която се редуват енциклопедични данни и художествена измислица. Конкретната фактология уточнява или разширява развитието на сюжета.

### Трилогията за мравките
- „Мравките“ (Les fourmis), изд. „Колибри“, 1993, 2006 и 2007, ISBN 954-529-039-0
- „Денят на мравките“ (Le jour des fourmis), изд. „Колибри“, 1995 и 2007, ISBN 954-529-063-3
- „Революцията на мравките“ (La révolution des fourmis)

### Серията за танатонавтите
- „Танатонавтите“ (Les thanatonautes), изд. „Колибри“, 2007, ISBN 978-954-529-517-1
- „Империята на ангелите“ (L'empire des anges)
- „Ние, боговете“ (Nous les dieux)
- „Дъхът на боговете“ (Le souffle des dieux)
- „Загадката на боговете“ (Le mystère des dieux)

### Други
- „Звездна пеперуда“ (Le papillon des étoiles)

### Серията за приключения в науката
- „Баща на бащите ни“ (Le père de nos pères), 1998
- „Върховната тайна“ (L'ultime secret), 2001, издателство Колибри, 2006, ISBN 954-529-412-4

### Експериментални книги
- „Енциклопедия на относителното и абсолютното знание“ (L'Encyclopédie du savoir relatif et absolu), 1993
- Le livre du voyage, prix des lecteurs du „Livre de Poche“, 1997
- Le livre secret des fourmis, 2002
- Nos amis les humains, 2003

## Любопитно
Бернар Вербер посещава България по време на Пролетния панаир на книгата в София от 31 май до 3 юни 2007 г., като на 1 юни се среща с пресата, а на 2 юни дава автографи на свои почитатели в книжарница „Пингвините“. По време на престоя си в България той завършва и книгата си „Загадката на боговете“ (Le Mystère des dieux).